# Ak-Beschim
Ak-Beschim (auch Ak-Beshim, das alte Sujab, chinesisch 碎葉城, Pinyin Suìyè Chéng) ist ein Dorf in Nordkirgisistan, nahe Tokmok, bei dem sich umfangreiche Ruinen einer Stadt aus dem 6. bis 8. nachchristlichen Jahrhundert befinden.
Die Stadtanlage besteht aus zwei nebeneinanderliegenden, rechteckigen, einst vielleicht ummauerten Anlagen. Bei sowjetischen Ausgrabungen ab 1953 konnten zwei buddhistische Tempel, eine christliche Kirche mit Friedhof und eine Burg entdeckt werden.
Am besten erhalten sind die buddhistischen Tempel. Der eine mit 76 × 22 Metern Grundfläche bestand aus einer Gruppe von Räumen am Eingangsbereich, einem großen, länglichen Hof, einer darauf folgenden Säulenhalle und einem dahinter liegenden Schrein. In diesem stand einst eine große Buddhastatue aus Bronze, von der nur noch Reste gefunden werden konnten. Der Tempel war reich ausgemalt, seine Architektur besaß einige Gemeinsamkeiten mit dem Tempel im afghanischen Surkh Kotal. Der zweite, quadratische Tempel hatte keinen Innenhof.
Sujab war ab 620 zeitweise Hauptstadt des westlichen Teils des Ersten Türk-Kaganats gewesen.
Nachforschungen des chinesischen Historikers Guo Moruo haben ergeben, dass das heutige Ak-Beschim unter seinem damaligen chinesischen Namen „Suiye“ der Geburtsort des bedeutendsten chinesischen Dichters der Tang-Zeit, Li Bai (701–762) war.
Sujab ist seit 2014 Bestandteil der UNESCO-Welterbestätte mit dem Titel Seidenstraßen: das Straßennetzwerk des Chang'an-Tianshan-Korridors.